# Фестивали Эдинбурга

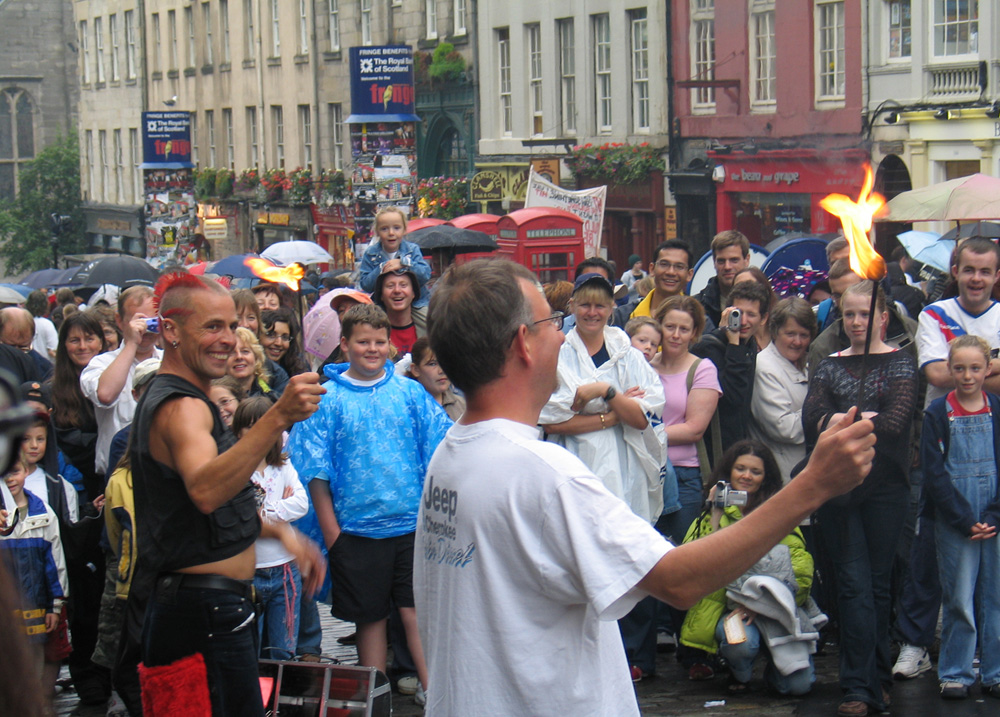
Представление на Королевской Миле

Каждое лето (как правило, в августе) в Эдинбурге проходят многочисленные фестивальные мероприятия. Несмотря на то, что фестивали проводятся разными организациями, не имеющими отношения друг к другу, посетителями они воспринимаются как одно событие. Ежегодные фестивальные мероприятия в Эдинбурге по своему размаху и количеству посетителей не имеют равных в мире.
Изначально Эдинбургским фестивалем назывался Эдинбургский международный фестиваль, проходящий с 1947 года. Акцент на этом фестивале делался на оперную музыку и музыку вообще. К началу 1970-х из него выделился крупнейший фестиваль театрального искусства в мире — Эдинбургский Фриндж.

## История
Эдинбургский международный фестиваль ведёт свою историю с 1947 года. Он был учрежден в рамках программы по повышению морального духа населения после лишений и тягот Второй мировой войны. В первый же год восемь театральных организаций вышли за пределы официальной части, организовав дополнительные выступления, превратившиеся в результате в Эдинбургский Фриндж.
Международный фестиваль и Фриндж остаются независимыми друг от друга событиями с различной программой. В последние годы к ним добавилось множество других фестивалей и культурных событий, организованных различными организациями, но приуроченных к тому же времени.

## Список фестивальных мероприятий

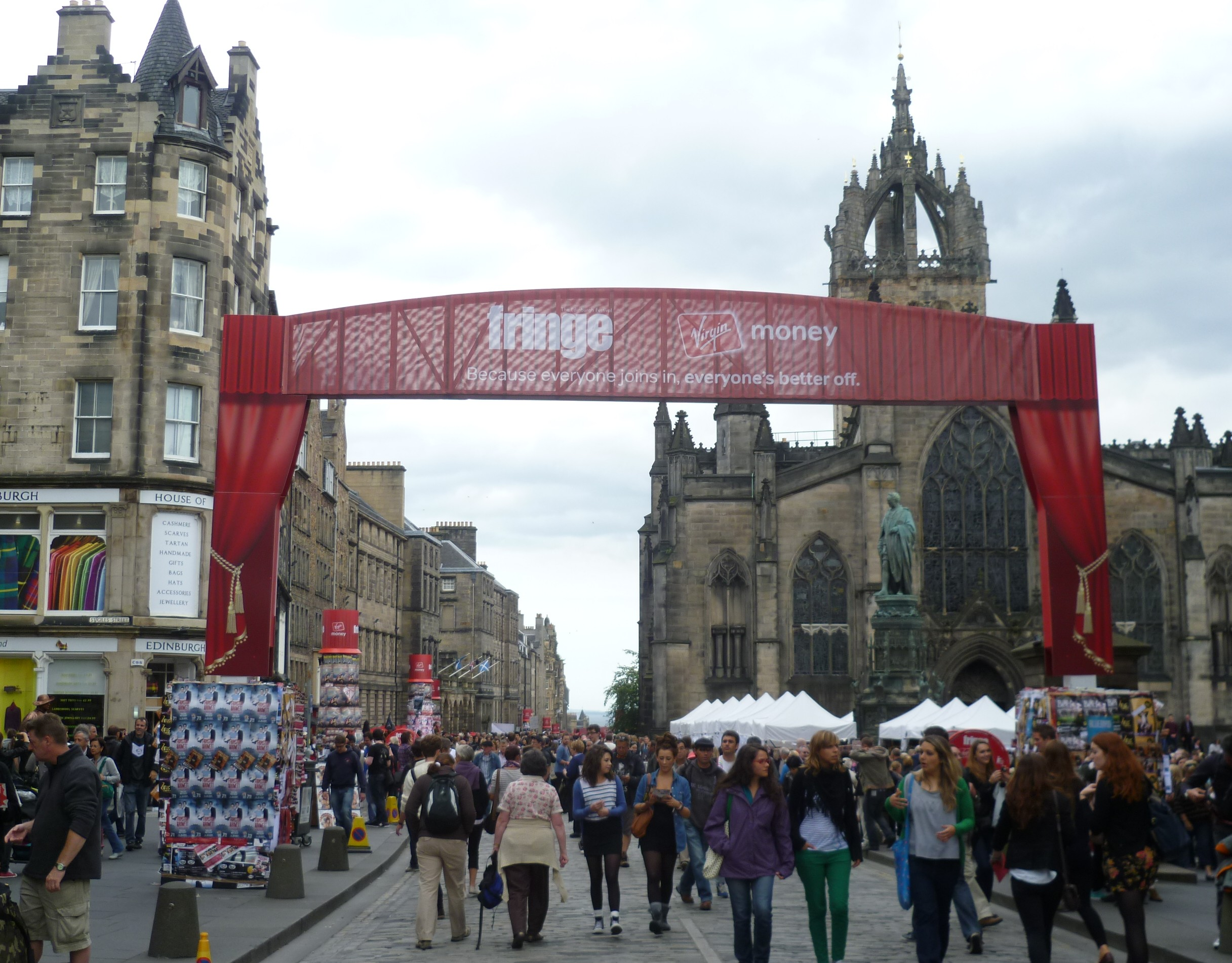
Королевская Миля, где выступают участники Фринджа

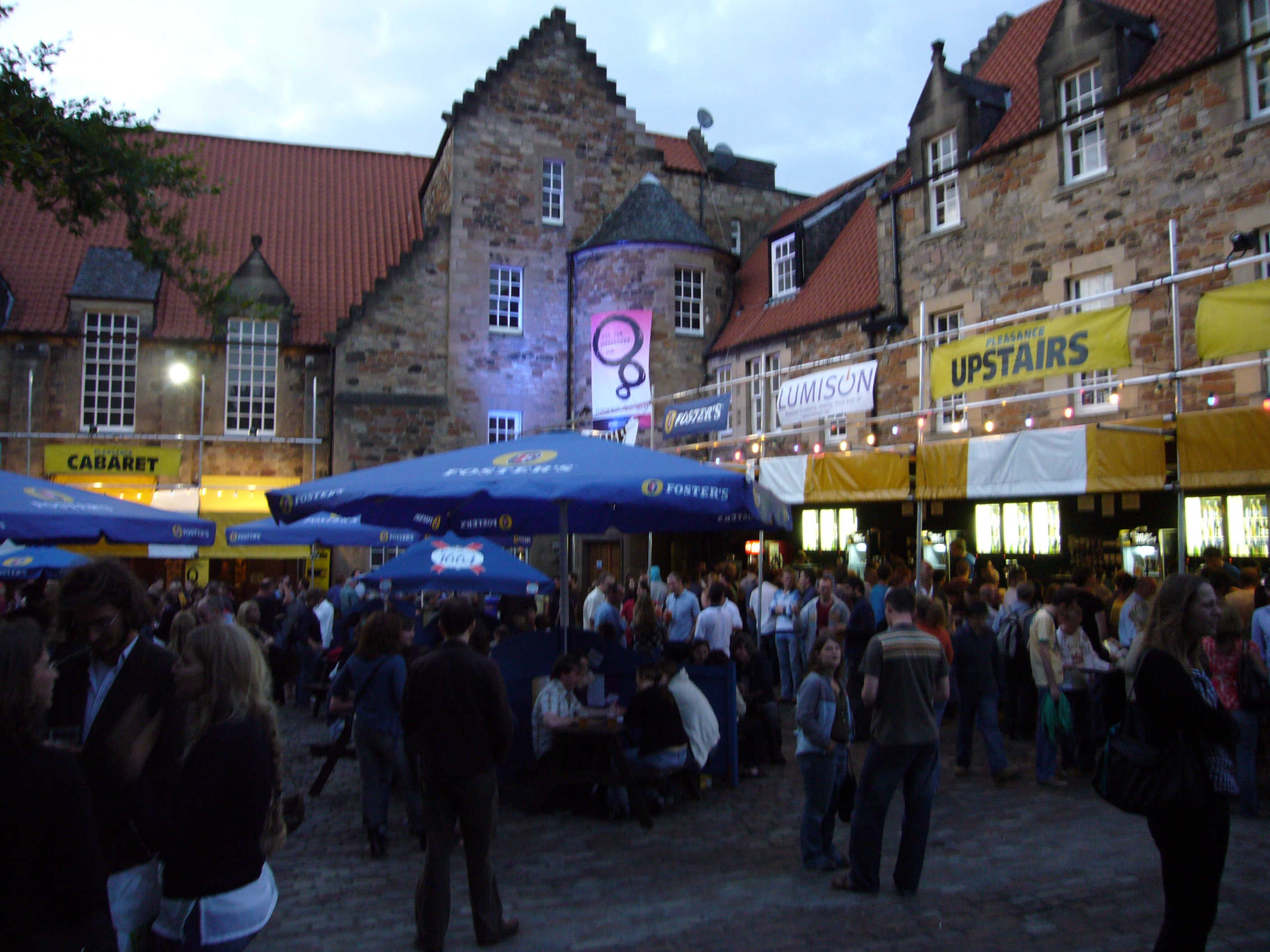
Гуляния на Плезанс

- Эдинбургский международный фестиваль (1947) — первый и наиболее «официальный» фестиваль классических и современных театра, оперы, музыки, танца, искусств и ремёсел.
- Эдинбургский фестиваль Фриндж (1947) — крупнейший из эдинбургских фестивалей, крупнейший фестиваль искусств в мире[3]. Включает в себя театральные, комедийные, музыкальные, танцевальные выступления и представления для детей.
- Эдинбургский кинофестиваль (1947) — до 2008 года проводился в августе, с 2008 проводится в конце июня[4].
- Эдинбургский парад военных оркестров (1950)
- Эдинбургский фестиваль джаза и блюза (1978)
- Эдинбургский международный книжный фестиваль (1983)
- Edinburgh Mela (1995) — фестиваль азиатской культуры.
- Эдинбургский международный фестиваль Интернета (1999)
- Эдинбургский народный фестиваль (2002; утверждается, что фестиваль берёт начало от народных фестивалей1951-1954 годов)
- Edinburgh Interactive Festival (2003)
- Эдинбургский фестиваль искусств (2004)
- Edinburgh Annuale (2004) — фестиваль современного искусства
- Эдинбургский Открытый Фриндж (2004) — открытые и бесплатные представления в рамках Фринджа.
- Фестиваль политики (2005)
- Фестиваль мира и духовности (2005)
- Открытый Фриндж (2006) — открытые и бесплатные представления в рамках Фринджа.
- iFest (2007) — фестиваль и конференция, посвящённые Интернету.
- Эдинбургский фестиваль комедии (2008) — комедийные программы в рамках Фринджа.
- Книжный фестиваль в Уэст-Порте (2008) — открытый книжный фестиваль, проводимый магазинами старых книг с улицы Уэст-Порт.
- Эдинбургский книжный фриндж[5]
- Исламский фестиваль Эдинбурга (2007)[6]
- Эдинбургский фестиваль свинга
- Эдинбургский праздник урожая

С 1976 года в августе в Эдинбурге также проводится Эдинбургский международный фестиваль телевидения, однако это мероприятие является встречей специалистов и не предполагает посещения посторонними.